# Tassonomia di Pavitt
La tassonomia di Pavitt è una classificazione dei settori merceologici compiuta sulla base delle fonti e della natura delle opportunità tecnologiche e delle innovazioni, dell'intensità della ricerca e sviluppo (R&D intensity), e della tipologia dei flussi di conoscenza (knowledge). 
Venne proposta da un economista inglese, Keith Pavitt, in un articolo apparso su Research Policy nel 1984, e venne ricavata dall'analisi di circa 2000 innovazioni introdotte da imprese del Regno Unito tra il 1945 e il 1979.
Pavitt individuò, sulla base dei criteri sopra accennati, quattro grandi raggruppamenti settoriali:
- Supplier dominated - "dominati dai fornitori" - che include:
  - tessile (textiles);
  - calzature (footwear);
  - settori alimentari e bevande (food and beverages);
  - carta e stampa (paper and printing);
  - legname (wood).
- Scale intensive - "ad intensità di scala" - che comprende:
  - metalli di base (basic metals);
  - autoveicoli e relativi motori (motor-vehicles, trailers and semitrailers).
- Specialised suppliers - "fornitori specializzati" - che include:
  - macchine agricole e industriali (machinery and equipment);
  - macchine per ufficio (office, accounting and computing machinery);
  - strumenti ottici, di precisione e medici (medical, precision, and optical instruments).
- Science based - "basati sulla scienza" - che ricomprende:
  - chimica (chemicals);
  - farmaceutica (pharmaceuticals);
  - elettronica (electronics).

Ogni raggruppamento si ritiene caratterizzato da regolarità interne riguardo a:
- le fonti potenziali dell'innovazione;
- la tipologia delle innovazioni;
- il loro grado di appropriabilità;
- l'altezza delle barriere all'entrata;
- la grandezza media delle imprese.

Di seguito è riportata una tabella riassuntiva con le principali caratteristiche di ogni raggruppamento:
|                       | Dimensione media delle imprese | Obiettivi dell'innovazione                    | Principale fonte esterna di innovazione       | Principale fonte interna di innovazione | Appropriabilità | Barriere all'entrata |
| --------------------- | ------------------------------ | --------------------------------------------- | --------------------------------------------- | --------------------------------------- | --------------- | -------------------- |
| Supplier dominated    | Media/Piccola                  | Riduzione dei costi                           | Innovazioni incorporate negli input           | Economie di apprendimento               | Bassa           | Basse                |
| Scale intensive       | Media/Grande                   | Riduzione dei costi e innovazioni di prodotto | Relazioni con i fornitori                     | R&S                                     | Media           | Medie                |
| Specialised suppliers | Piccola                        | Innovazioni di prodotto                       | Relazioni con gli acquirenti                  | Economie di apprendimento               | Alta            | Medie                |
| Science based         | Piccola/Grande                 | Innovazioni di prodotto e di processo         | Relazioni con centri di ricerca ed università | R&S                                     | Alta            | Molto alte           |